# Mehmet Akgün
Mehmet Akgün (Bielefeld, 6 augustus 1986) is een Duits profvoetballer van Turkse komaf, die als middenvelder speelt.

## Carrière

### Duitsland
In zijn jeugd was Akgün oorspronkelijk aanvaller en speelde in zijn geboortestad bij SUK Bielefeld. Al snel maakte hij de overstap naar de profclub van zijn stad, Arminia Bielefeld. Op 1 juli 2001 maakte hij de overstap naar Borussia Dortmund om daar in de jeugdopleiding te gaan voetballen. In 2003 speelde hij voor het eerst voor het tweede elftal van die club. In het seizoen 2004/2005 maakte hij onder toenmalig trainer Bert van Marwijk zijn debuut in de Bundesliga in het duel met VfB Stuttgart op 16 oktober 2004. Het zou voorlopig bij die wedstrijd blijven want pas in september 2007 komt hij weer in actie voor het eerste elftal van Dortmund.

### Nederland
In januari 2008, vlak voor het sluiten van de transfermarkt, maakt de middenvelder de overstap naar het Nederlandse Willem II. Het tekende een contract voor anderhalf jaar (met een optie voor nog een jaar) bij de club uit Tilburg, die dan tegen degradatie vecht. De Tilburgers betaalden ongeveer 200.000 euro aan Dortmund. Technisch manager en trainer Andries Jonker meldde dat er maanden aan voorbereiding aan deze transfer vooraf zijn gegaan. In de thuiswedstrijd tegen FC Groningen (1-2 nederlaag) maakt Akgün zijn debuut voor de Tricolores.

Tijdens de eerste wedstrijd van het seizoen 2008-2009 scoort hij de winnende treffer tegen Ajax (2-1). Het was zijn eerste volledige seizoen in dienst van de Tilburgers en hij groeide uit tot een vaste waarde. Op een training brak hij na een ongelukkige botsing met een medespeler zijn linkerkuitbeen. Tot dan was hij in alle 21 competitiewedstrijden basisspeler. Hij was de rest van het seizoen uitgeschakeld en sloot zich pas in de voorbereiding op het nieuwe seizoen weer bij de selectie van Willem II aan.
Maar in dezelfde voorbeeiding kreeg Akgün weer een zware blessure te verwerken, in een duel met keeper Ariën Pietersma liep hij een scheurtje in zijn lever en een aantal gekneusde ribben op. Hij was opnieuw tweeënhalve maand uitgeschakeld. Na in totaal negen maanden blessureleed maakte de Duitser op 25 oktober in de thuiswedstrijd tegen sc Heerenveen (4-1-overwinning) zijn langverwachte rentree. Hij startte in de basis, maar moest zich al na 7 minuten geblesseerd laten vervangen door Marlon Pereira Freire. Dit keer liep hij een hamstringblessure op, waardoor hij opnieuw enige tijd uit de roulatie was. Na enkele tegenslagen (terugval in herstel en een ziekenhuisopname) keerde Akgün op 14 april 2010 terug. In de 61e minuut van de thuiswedstrijd tegen Ajax (0-2 nederlaag) maakte hij als vervanger van Mitchell Donald zijn rentree. Hij speelde daarna nog 2 wedstrijden mee en daardoor kwam zijn seizoenstotaal op slechts vier wedstrijden.
Omdat Willem II door een 17e plaats in de Eredivisie veroordeeld was tot het spelen van playoff wedstrijden om promotie/degradatie, kwamen er nog een aantal wedstrijden bij voor Akgün. Onder interim-trainer Theo de Jong verloor Akgün na de gewonnen strijd met FC Eindhoven zijn basisplaats als controlerende middenvelder. In de eerste wedstrijd tegen Go Ahead Eagles begon hij nog wel als basisspeler, maar als verdediger. In de terugwedstrijd viel de Turkse Duitser pas na 66 minuten in voor Saïd Boutahar. Met zijn twee doelpunten in de verlenging zorgde Akgün voor lijfsbehoud van Willem II. Na afloop toonde hij zich geïrriteerd aan zijn rol onder De Jong en hij verklaarde zijn aflopende contract niet te verlengen. Mehmet Akgün ging op zoek naar een club in Turkije.

### Turkije
Die Turkse club vond Akgün in Gençlerbirliği SK. Hij tekende een contract voor twee jaar en dus komt Akgün vanaf het seizoen 2010-2011 uit in de Turkse Süper Lig. In het seizoen 2012/13 speelde hij voor Beşiktaş JK en vervolgens kwam hij uit voor Kayseri Erciyesspor en Karşıyaka SK. Sinds augustus 2016 speelt hij voor Kastamonuspor.